# リチャード・ヒップ
リチャード・ヒップ（英: Dwayne Richard Hipp、1961年4月9日 - ）はアメリカのソフトウェア開発者。SQLite及びFossil SCMを開発したことで有名である。彼はまたパーサジェネレータであるLemonとCVSTracも作成し、後者はTracの開発におけるインスピレーションとなった。Tcl開発コアメンバーでもある。

## 経歴
1961年4月19日、シャーロット（ノースカロライナ州）で生まれる。ジョージア州アトランタの郊外で育った。1979年、Stone Mountain High Schoolを卒業し、ジョージア工科大学に入学。1984年にジョージア工科大学を電気工学の修士号を取得して卒業した。
ジョージア工科大学を卒業後、AT&Tで3年間勤務。その後デューク大学の大学院へ入学し、コンピュータサイエンス学科のアラン W. ビアマンに師事。1992 年にデューク大学でDoctor of Philosophyを取得したが、学術系の市場では自分よりも優れた博士号取得者によって既に飽和状態であると感じたため、自身でソフトウェア開発コンサルティング会社を設立した。アメリカ海軍との契約によりGeneral Dynamicsで勤務していた2000年の春にSQLiteを開発した。
Ginger G. Wyrickと1994年4月16日に結婚し、設立した社名をHipp, Wyrick & Company, Inc、略称をHwaciへ変更した。また彼はすべての株式をWyrickに譲渡することに署名した。彼と妻は現在も住むシャーロットへ1995年8月に移った。